# 大泉一貫
大泉 一貫（おおいずみ かずぬき、1949年2月26日 - ）は、日本の農政学者で地域政策学者。宮城県生まれ。東京大学大学院農学系研究科修士課程修了。宮城大学特任教授で、宮城大学評議員や事業構想学部長、事業構想学研究科長を務めた。講義科目は地域経済論、食品流通事業論。日本地域政策学会会長を2期つとめる。
グローバル経済や地域経済の有り様から農業の将来を見据える発言が多い。家族経営や小規模零細経営を中心とする地域経済の実態を踏まえ、新たな地域ビジネスモデルの構築を提唱している。融合産業の構築や農商工連携等をその突破口として考えているようである。農業経営者政策の体系化を中心とした農政の再構築を提唱している。中央集権的な生産調整政策を批判、現場に近いところが政策立案すべきとする地方分権農政を提案している。

## 略歴
- 1974年 - 東京大学大学院農学系研究科修士課程修了
- 1975年 - 東京大学大学院農学系研究科博士課程中途退学
- 1976年 - 東北大学農学部助手
- 1984年 - 東北大学 農学博士　論文の題は「農業経営の主体と組織 」[3]。
- 1988年 - 東北大学農学部助教授
- 1998年 - 東京大学大学院農学生命科学研究科非常勤講師
- 2001年 - 宮城大学事業構想学部教授
- 2004年 - 宮城大学事業構想学部学部長
- 2007年 - 宮城大学大学院事業構想学研究科研究科長
- 2009年 - 宮城大学副学長

## 学外における活動
- 日本農業経済学会理事
- 日本経営学会理事・監事
- 日本地域政策学会会長
- 日本食育学会理事の役職も歴任
- 学校法人宮城学院理事

## 著書

### 単著
- 農業が元気になるための本（農林統計協会、1990年）
- 一点突破で元気農業（家の光協会、1993年）
- いいコメうまいコメ（朝日新聞社、1995年）
- 農業経営の組織と管理（農林統計協会、1998年）
- ニッポンのコメ（朝日新聞社、2001年）
- 大衆消費社会の食料・農業・農村政策（東北大学出版会、2002年）
- 個の時代のむらと農（農林統計協会、2004年）
- 日本の農業は成長産業に変えられる（洋泉社、2009年）
- 日本農業の底力 （洋泉社、 2012年）
- 希望の日本農業論（NHK出版、2014年）

### 共編著
- 経営成長と農業経営研究（農林統計協会、1996年） - 中島征夫との共著
- 農業経営（実教出版、2004年） - 津谷好人との共著